# サン＝フランボー＝ド＝プリエール
サン＝フランボー＝ド＝プリエール （Saint-Fraimbault-de-Prières）は、フランス、ペイ・ド・ラ・ロワール地域圏、マイエンヌ県のコミューン。

## 地理
バ・メーヌ地方（かつてのメーヌ州西部）の北に位置するコミューン。町はマイエンヌの北6.5km、アンブリエール・レ・ヴァレの南東7.5km、ラセ＝レ＝シャトーの南西14kmのところにある。

## 由来
土地の名称は、9世紀にcellam S. Frambaldiとして証明されている。キリスト教の教区は、6世紀にメーヌを伝道したラセの聖フランボーに捧げられた。

## 人口統計
| 1962年 | 1968年 | 1975年 | 1982年 | 1990年 | 1999年 | 2006年 | 2014年 |
| ------ | ------ | ------ | ------ | ------ | ------ | ------ | ------ |
| 641    | 659    | 643    | 706    | 750    | 904    | 972    | 1006   |

参照元:1962年から1999年までは複数コミューンに住所登録をする者の重複分を除いたもの。それ以降は当該コミューンの人口統計によるもの。1999年までEHESS/Cassini、2006年以降INSEE。

## 史跡

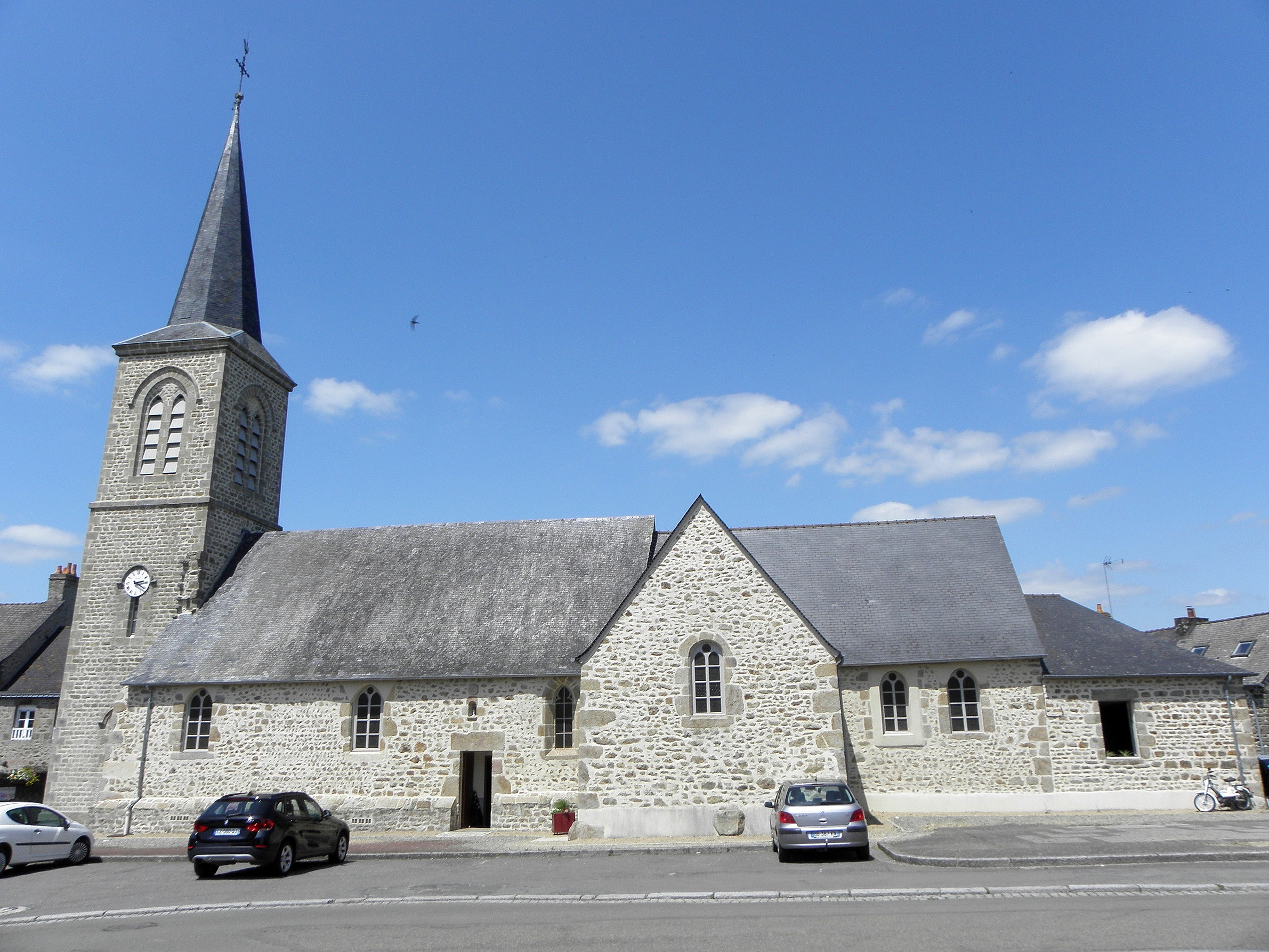
サン・フランボー教会

- サン・フランボー教会 - 16世紀に作られた、聖フランボー、聖ミシェル、聖ジャン・バティスト、聖セバスティアンの木像を収蔵。歴史的記念物[6]。

## 姉妹都市
- ジーレンバッハ、ドイツ